# Ride with Me
«Ride Wit Me» es una canción del cantante rapero Nelly, fue lanzado en abril de 2001.La canción alcanzó el Top 10 de Australia, Irlanda, Países Bajos, Reino Unido y los Estados Unidos

## Video musical
El video musical fue dirigido por Marc Klasfeld y ganó el premio Mejor Video de Rap en los MTV Video Music Awards en 2001. También el video recibió una nominación para los Viewer's Choice. La versión de los Philadelphia 76ers de la canción fue lanzada durante el 2001 Finales de la NBA. El video se basa principalmente en la película de 1977 "Smokey and the Bandit".

## Canciones
US Promo
- 1 «Ride Wit Me» [Clean Edit w/ FX Short] 4:15
- 2 «Ride Wit Me» [Clean Edit w/ Mutes Short] 4:15
- 3 «Ride Wit Me» [Full Length Clean] 4:51
- 4 «Ride Wit Me» [Full Length Dirty] 4:51
- 5 «Ride Wit Me» [Instrumental] 4:51
- 6 «Ride Wit Me» [Call Out Hook] 0:12

UK Vinyl, 12"
- A «Ride Wit Me» [Álbum Versión)
- B1 «Ride Wit Me» [Stargate Mix)
- B2 «Ride Wit Me» [Clean Edit W/FX)

UK Vinyl, 12", Promo
- A «Ride Wit Me» [Álbum Versión]
- B1 «Ride Wit Me» [Instrumental]
- B2 «Ride Wit Me» [Clean Edit W/FX]

Europe Single
- 1 «Ride Wit Me» [Clean Edit w/ FX short]	4:15
- 2 «Ride Wit Me» [Stargate Remix] 4:35

## Posicionamiento
| Listas (2001)                                | Posición |
| -------------------------------------------- | -------- |
| Australia (ARIA)                             | 4        |
| Austria (Ö3 Austria Top 40)                  | 60       |
| Belgium (Ultratop 50 Flanders)               | 27       |
| France (SNEP)                                | 43       |
| Germany (Media Control Charts)               | 25       |
| Ireland (IRMA)                               | 4        |
| Netherlands (Dutch Top 40)                   | 5        |
| New Zealand (RIANZ)                          | 20       |
| Norway (VG-lista)                            | 7        |
| Sweden (Sverigetopplistan)                   | 14       |
| Switzerland (Schweizer Hitparade)            | 22       |
| United Kingdom (The Official Charts Company) | 3        |
| U.S. Billboard Hot 100                       | 3        |
| U.S. Billboard Hot R&B/Hip-Hop Songs         | 34       |